# Campeonato Europeo de Lucha de 1966
El XIX Campeonato Europeo de Lucha se celebró en el año 1966 en dos sedes distintas. Las competiciones de lucha grecorromana en Essen (RFA) y las de lucha libre en Karlsruhe (RFA).

## Resultados

### Lucha grecorromana
| Evento | Oro                        | Plata                     | Bronce                          |
| ------ | -------------------------- | ------------------------- | ------------------------------- |
| 52 kg  | Vladimir Bakulin URSS      | Boško Marinko Yugoslavia  | Maurice Mewis · Bélgica         |
| 57 kg  | Fritz Stange RFA           | Armais Sayadov URSS       | Ion Baciu Rumania               |
| 63 kg  | Serguei Agamov URSS        | Leif Freij · Suecia       | Simion Popescu Rumania          |
| 70 kg  | Klaus-Jürgen Pohl RDA      | Antal Steer · Hungría     | Branislav Martinović Yugoslavia |
| 78 kg  | Vladislav Ivlev URSS       | Martti Laakso · Finlandia | Ali Kazan Turquía               |
| 87 kg  | Tevfik Kış Turquía         | Anatoli Kirov URSS        | Stig Persson · Suecia           |
| 97 kg  | Nicolae Martinescu Rumania | Alexei Karmatskij URSS    | Per Svensson · Suecia           |
| +97 kg | Anatoli Roshchin URSS      | István Kozma · Hungría    | Petr Kment Checoslovaquia       |

### Lucha libre
| Evento | Oro                     | Plata                      | Bronce                    |
| ------ | ----------------------- | -------------------------- | ------------------------- |
| 52 kg  | Mehmet Esenceli Turquía | Paul Neff RFA              | Lesław Kropp · Polonia    |
| 57 kg  | Aidyn Ibraguimov URSS   | Yancho Patrikov Bulgaria   | Hasan Sevinç Turquía      |
| 63 kg  | Yelkan Tedeyev URSS     | Eniu Todorov Bulgaria      | Nihat Kabanli Turquía     |
| 70 kg  | Zarbeg Beriashvili URSS | Seyit Ahmet Ağralı Turquía | Stoyan Bimbalov Bulgaria  |
| 78 kg  | Yuri Shajmuradov URSS   | Mahmut Atalay Turquía      | Turan Aladzhikov Bulgaria |
| 87 kg  | Hasan Güngör Turquía    | Josef Urban Checoslovaquia | Andrei Tsjovrebov URSS    |
| 97 kg  | Shota Lomidze URSS      | Ahmet Ayık Turquía         | József Csatári · Hungría  |
| +97 kg | Alexandr Medved URSS    | Arne Robertsson · Suecia   | Gıyasettin Yılmaz Turquía |

## Medallero
| Núm. | País           | Oro | Plata | Bronce | Total |
| ---- | -------------- | --- | ----- | ------ | ----- |
| 1    | URSS           | 10  | 3     | 1      | 14    |
| 2    | Turquía        | 3   | 3     | 4      | 10    |
| 3    | RFA            | 1   | 1     | 0      | 2     |
| 4    | Rumania        | 1   | 0     | 2      | 3     |
| 5    | RDA            | 1   | 0     | 0      | 1     |
| 6    | Bulgaria       | 0   | 2     | 2      | 4     |
| 6    | Suecia         | 0   | 2     | 2      | 4     |
| 8    | Hungría        | 0   | 2     | 1      | 3     |
| 9    | Checoslovaquia | 0   | 1     | 1      | 2     |
| 9    | Yugoslavia     | 0   | 1     | 1      | 2     |
| 11   | Finlandia      | 0   | 1     | 0      | 1     |
| 12   | Bélgica        | 0   | 0     | 1      | 1     |
| 12   | Polonia        | 0   | 0     | 1      | 1     |
|      | TOTAL          | 16  | 16    | 16     | 48    |